# Malaia nigrita
Malaia nigrita är en skalbaggsart som beskrevs av Jean Baptiste Boisduval 1835. Malaia nigrita ingår i släktet Malaia och familjen Rutelidae. Inga underarter finns listade i Catalogue of Life.